# 사나사
사나사(舍那寺)는 경기도 양평군 옥천면에 위치한 사찰이다. 대한민국 전통사찰 제48호로 지정되었다. 
사나사는 신라 경명왕 7년(923)에 고승인 대경대사(大鏡大師) 여엄(麗嚴)이 제자 융문과 함께 창건하고 5층 석탑과 노사나불상(盧舍那佛像)을 조성하여 봉안하고 절 이름을 사나사로 하였다. 고려 공민왕 16년(1337)에 태고왕사(太古王師) 보우(普愚)가 140여 칸 규모로 중건하였으며, 선조 25년(1592)에 일어난 임진왜란으로 인하여 사찰이 불타버린 것을 선조 41년(1608)에 단월(檀越) 한방손(韓芳孫)이 재건하였다. 영조 51년(1773)에 양평군내 유지(有志)들이 뜻을 모아 당산계(堂山契)를 조직하고 향답(鄕沓)을 사찰에 시주하여 불량답(佛糧沓)을 마련하고 이를 기념하기 위해 경내에 비를 세웠다. 순종(純宗) 원년(1907)에 일제의 침략에 항거하는 의병들의 근거지라하여 사찰을 모두 불태웠다. 그 후 여러 번의 재건을 거쳐 최근에는 1993년에 대웅전과 지장전을 재건하였다. 경내에는 원증국사탑과 원증국사석종비가 있다.

## 같이 보기
- 사나사원증국사탑 - 경기도 유형문화재 제72호
- 사나사원증국사석종비 - 경기도 유형문화재 제73호